# فرماندهی عالی نیروهای متفقین

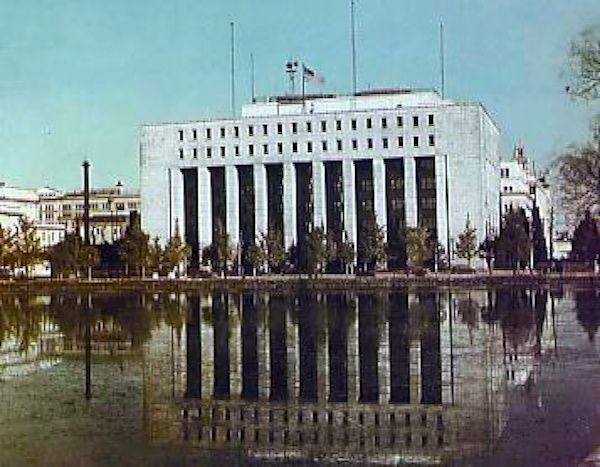
مقر ستاد فرماندهی عالی متفقین توکیو ژاپن. ۱۹۵۰

فرماندهی عالی نیروهای متفقین (انگلیسی: Supreme Commander for the Allied Powers) به اختصار (S.C.A.P) نام ستادی است که پس از اشغال ژاپن در شهر توکیو به فرماندهی ژنرال داگلاس مک آرتور ایجاد شد.
این ستاد با هدف رسیدگی به جرائم جنگی دول محور شرق و جلوگیری از جنگی نو و همچنین کمک به ملت آسیب دیده ژاپن تشکیل شد.
- مشارکت‌کنندگان ویکی‌پدیا. «Supreme Commander for the Allied Powers». در دانشنامهٔ ویکی‌پدیای انگلیسی، بازبینی‌شده در ۷ اکتبر ۲۰۱۶.